# 戸部夕子
戸部 夕子（とべ ゆうこ、1948年2月8日 - ）は、日本の女優。本名：鬼頭 偕子（きとう ともこ）。宝塚での芸名は泉 桜子。
愛知県名古屋市出身。梶原プロダクション、宗方事務所に所属していた。

## 人物
名古屋市立今池中学校卒業。名古屋市立菊里高等学校に進学するが、宝塚に魅せられ2年生のときに中退。1967年に宝塚音楽学校を卒業し、1年間宝塚歌劇団に所属していた。
主に1970年代前後の世相を反映した開放的な女性像を演じた映画作品、テレビでは、主役とライバル関係にある繊細な美人アスリートを演じた草創期のスポ根ドラマ、時代劇、特撮作品などに出演したバイプレーヤーである。
現在女優業を継続しているかは不明である。

## 主な出演作品

### 映画
- 女の警察 国際線待合室 （1970年、日活） - 矢代夕子
- （秘）女子大寮 （1970年、東映） - 美那子
- 女の意地（1971年、日活） - 夏子
- 喜劇 大泥棒（1971年、松竹） - 湯口美奈子
- 3000キロの罠（1971年、東宝） - 黒村雪絵
- 極楽坊主（1971年、日活） - 浩江
- 不良少女 魔子（1971年、日活） - ユリ
- ヘアピン・サーカス（1972年、東宝） - 島尾紀子

### ドラマ
- 乱れそめにし（1970年、CX）
- 鬼平犯科帳 第1シリーズ 第54話「色と欲」（1970年、NET / 東宝） - お浪
- 遠山の金さん捕物帳（NET）
  - 第49話「刺青を売る女」（1971年） - お銀
  - 第140話「白州で離縁した女」（1973年） - およし
- 美しきチャレンジャー（1971年、TBS） - 堀川敏江
- 帰ってきたウルトラマン 第36話「夜を蹴ちらせ」（1971年、TBS） - 鈴村みどり
- コートにかける青春（1971年 - 1972年、CX） - 藤沢悦子
- ザ・ガードマン 第345話「まあ恥ずかしい! スターの告白」（1971年、TBS）
- キイハンター (TBS)
  - 第193話「情無用、現金に手を出すな!」（1971年）
  - 第217話「100万ドル奪回大捜査網」（1972年）
- おんな組アクション控 第9話（1972年、12ch）
- プレイガールシリーズ （12ch / 東映）
  - プレイガール
    - 第174話「怪談・あの世から来た三度笠」（1972年） - 洋子
    - 第220話「真夜中の腕くらべ」（1973年） - 千秋
    - 第282話「女の腕だめし」（1974年） - 桂田紅子
    - 第284話「愛して! 悶えて! 殺されて」（1974年） - 杏子

  - プレイガールQ　(1975年)
    - 第41話「放送300回記念・東京エマニエル夫人」 - 竜子
    - 第49話「ポルノ女優連続殺人事件」（1975年） - 川村すみ
- 木曽街道いそぎ旅 第14話「赤鉢巻の二両の助っ人」（1973年、CX） - お光
- アイフル大作戦 第18話「キャーッ! 夏休みキャンプお化け大会」（1973年、TBS）
- 若さま侍捕物手帖 第20話「大江戸の黒い霧」（1973年、KTV） - お栄
- 荒野の用心棒 第34話「山峡の黄金に女豹が走って…」（1973年、NET）- お市
- 特別機動捜査隊 （NET / 東映）
  - 第615話「下町の灯」（1973年）- 陽子
  - 第656話「熱風への復讐」（1974年）- 靖子
  - 第702話「消えた一千万円」（1975年）- 愛川早苗
- 太陽にほえろ!（NTV）
  - 第42話「知らない街で…」（1973年） - 冴子（黒岩の愛人）
  - 第171話「暴走」（1975年） - 橋爪家の家政婦
  - 第180話「訣別」（1975年） - 葛西友子
- 銭形平次（CX）
  - 第397話「万七必死にて候」（1973年）  - おとみ
  - 第585話「船宿の女たち」（1977年）
  - 第607話「岡っ引きの女房」（1978年）
  - 第650話「十手無情」（1978年） - およう
- 科学捜査官 第19話「殺意の背景」（1974年、KTV / 松竹） - 白川弓子
- 高校教師 第22話「転落・ある少女の場合」（1974年、12ch）
- 帽子とひまわり（1974年、NHK）
- バーディー大作戦 （TBS）
  - 第7話「スター連続殺人事件」（1974年）
  - 第25話「結婚サギ師の華麗な冒険」（1974年）
  - 第39話「連続殺人! 女の事件簿」（1975年）
- ザ★ゴリラ7 第2話「札束は殺しのラブレター」（1975年、NET）
- 影同心シリーズ（1975年、MBS）
  - 影同心 第10話「油地獄の殺し節」 - お艶
  - 影同心II 第7話「百合の香りに夜の蝶」 - 花魁・勝山
- 伝七捕物帳 第69話「明暗二筋道」（1975年、NTV） - お駒
- 必殺シリーズ（ABC / 松竹）
  - 必殺必中仕事屋稼業 第24話「知られて勝負」（1975年） - お駒
  - 新・必殺仕置人 第14話「男狩無用」（1977年） -　志乃
- 遠山の金さん 第1シリーズ 第34話「娘十九の父恋十手」（1976年、NET）-志乃
- 隠し目付参上 第20話「怪談 お化けの皮は何枚か」（1976年、CX） - 七重
- 五街道まっしぐら! 第9話「妖花おどる怨霊の石橋」（1976年、NET）
- Gメン'75（TBS）
  - 第47話「終バスの女子高校生射殺事件」（1976年） - バスの乗客
  - 第70話「ルンペン銀行襲撃事件」（1976年） - 安原夫人
  - 第77話「指のないタクシー運転手」（1976年） - 安井きょう子
  - 第116話「エクソシスト殺人事件」（1977年） - 上村初恵
  - 第134話「移動交番爆破事件」（1977年） - 宮坂夫人
  - 第172話「大空のギャング」、第173話「大空からの脱出」（1978年） - 子安民江
- 桃太郎侍 第15話「花の乙女の夢が散る」（1977年、NTV） - おふみ
- 特捜最前線（ANB）
  - 第8話「愛と復讐の銃弾」（1977年）
  - 第221話「殺人鬼を見た車椅子の婦警!」（1981年）
  - 第259話「二人の街の天使」（1982年）
  - 第295話「モーニングサービスの謎!」（1983年）
  - 第388話「老刑事と5号室の女」（1984年）
- 破れ新九郎 第9話、第10話「新九郎西伊豆へ走る!（前編、後編）」（1978年、ANB） - 八重
- 服部半蔵 影の軍団 第6話「夜霧の港に消えた女」（1980年、KTV）
- 不毛地帯（1979年、MBS） - 海部美奈子
- ザ・ハングマン  第50話「女催眠術師のウラを探れ」（1981年、ABC） - 中畑栄子（修学院大学助教授）
- 西部警察 第87話「口を閉ざした少年」（1981年、ANB） - 島岡洋子

### 舞台
- 若きハイデルベルヒ（1968年） - エリノア
- トーチソング・トリロジー（1986年） - レイディ・ブルース